# 虹歩
虹歩（にじほ、1980年2月23日 -）は、北海道出身のストリッパー。
身長154cm、スリーサイズ はB87cm（Eカップ）・W59cm・H83cm。血液型はO型。

## 略歴
小学生時代には父親の仕事の関係で3回の転校を経験。中学卒業後は高校に進学したが、1年生の12月で単位不足で留年が確定したことから退学。その後、理美容の資格を取得するため、親の勧めで床屋で1年半働くが、資格がとれる前に辞めて、富良野で短期間働いた後札幌へ行く。
札幌で床屋で働いていた時の先輩と一緒にストリップを鑑賞したことがきっかけでストリッパーになることを決心。しかし、当時の虹歩はまだ18歳未満であったため、ストリップ劇場のママの家に住み込みながら、近所のスーパーのレジ係として働く。その合間もステージ鑑賞や楽屋で過ごしたりしていたという。18歳になった後の1998年3月21日にストリッパーとしてデビューする。

## 人物
ステージは明るい性格そのままの乗りの良いダンス。しかし業界に入ったときはかなり体が硬かったそうで、踊りは苦手だった。毎日のように酢を飲んでストレッチを続け、傷をたくさん作りながら柔らかくしようと励んだという。
趣味はPlayStation 2で映画などのDVDを見ることや、泣けるビデオを見ること、ネイルアート。特技はレイクのポーズ、武富士のポーズ。
好きなものは、食べ物では弁当、カットフルーツ、辛い物、菓子（チョコレートなど）。飲み物では水（ボルヴィック、日田天領水）、コーヒー（ドトール炭焼き）。キャラクターはミッキーマウス。ブランドはルイ・ヴィトン、ヴィヴィアン・ウエストウッド、アナスイ。花はバラ。色は黒、白、ピンク、赤。煙草はパーラメント・ライトなど。
差し入れの希望はチョコレート、煙草、ミッキーマウスのグッズ。
将来の夢はお笑いタレント。